# Transformers: Przebudzenie bestii
Transformers: Przebudzenie bestii (ang. Transformers: Rise of the Beasts) – amerykański film science fiction z 2023 roku w reżyserii Stevena Caple’a Jr. Film jest siódmą odsłoną serii Transformers i sequelem Bumblebee z 2018 roku.

## Obsada
- Anthony Ramos jako Noah Diaz
- Dominique Fishback jako Elena Wallace
- Lauren Vélez jako matka Noaha
- Tobe Nwigwe jako Reek
- Peter Cullen jako Optimus Prime (głos)
- Ron Perlman jako Optimus Primal (głos)
- Michelle Yeoh jako Airazor (głos)
- Pete Davidson jako Mirage (głos)
- Peter Dinklage jako Scourge (głos)
- Liza Koshy jako Arcee (głos)

## Produkcja
W grudniu 2018 roku producent Lorenzo di Bonaventura omawiając przyszłość franczyzy Transformers, stwierdził, że powstanie kolejny duży film z serii, ale będzie on inny od wcześnie wydanych. Opisał ten proces jako „ewolucję” i dodał, że istotna będzie większa swoboda tworzenia. Przyznał również, że po sukcesie filmu Bumblebee, seria dokona pewnych zmian w tonie i stylu.
Po premierze Bumblebee, Travis Knight powiedział, że jego celem jest powrót do studia filmów animowanych Laika, choć przyznał, że ma kilka pomysłów na jego sequel. Natomiast odtwórca jednej z głównych ról, John Cena wyraził zainteresowanie powtórzeniem swojego występu. Pod koniec stycznia 2019 roku oficjalnie ogłoszono, że powstanie sequel, a w marcu Lorenzo di Bonaventura ujawnił, że trwają prace nad scenariuszem kolejnego filmu.
W listopadzie 2020 roku Steven Caple Jr. został wybrany na reżysera, a Joby Harold na scenarzystę nowej produkcji. W lutym 2021 roku ujawniono, że roboczy tytuł to Transformers: Beast Alliance, sugerując, że znajdą się w nim postaci z serii Beast Wars.
W czerwcu 2021 roku Lorenzo di Bonaventura i Steven Caple Jr. ujawnili, że oficjalny tytuł brzmi Transformers: Rise of the Beasts, i jest zarówno sequelem Bumblebee, jak i filmem z serii Beast Wars w jednym).
Główne zdjęcia rozpoczęły się 7 czerwca 2021 roku w Los Angeles. Następnie realizowano je również w Peru, Montrealu, Nowym Jorku i na Islandii. 20 października ogłoszono, że zdjęcia zostały oficjalnie zakończone.